# نادي بلدية البصرة
نادي بلدية البصرة الرياضي هو فريق كرة قدم عراقي مقره في البصرة، يلعب في الدوري العراقي الدرجة الثالثة.

## روابط خارجية
- نادي بلدية البصرة على موقع Goalzz.com
- أندية العراق - تواريخ التأسيس